# Скеја (Јаши)
Скеја (рум. Scheia) насеље је у Румунији у округу Јаши у општини Александру И. Куза. Oпштина се налази на надморској висини од 203 m.

## Становништво
Према подацима из 2002. године у насељу је живело 1319 становника, од којих су сви румунске националности.